# 381 av. J.-C.
Cette page concerne l'année 381 av. J.-C. du calendrier julien proleptique.

## Événements
- Été : Agésilas II de Sparte assiège Phlionte, qui résiste pendant vingt mois jusqu'au printemps 379[1].
- 31 juillet du calendrier romain :
  - Entrée en charge à Rome de tribuns militaires à pouvoir consulaire : Marcus Furius Camillus, Lucius Lucretius Tricipitinus Flavus, Lucius Postumius Albinus Regillensis, Lucius Furius Medullinus Fussus, Marcus Fabius Ambustus , Aulus Postumius Albinus Regillensis. Camille bat les Volsques et marche contre Tusculum, soupçonnée de participer à la révolte, mais la ville est en paix. Un traité d’égalité (Foedus aequum) est conclu peu après entre Rome et Tusculum.
  - Date traditionnelle de la fondation des colonies romaines de Sutrium et de Nepete[2],[3].
- Les satrapes perses Tiribaze et Orontes envahissent Chypre ; Évagoras parvient à les contenir sur terre, mais est battu sur mer à Kition. La flotte perse assiège Salamine. Évagoras parvient à fuir en Égypte, mais n'obtient d'Achôris qu'une aide négligeable. De retour à Chypre, il profite des dissensions entre les deux satrapes pour négocier une paix sans condition[4].

## Décès
- Wu Qi, stratège et homme d'État chinois.